# Асти (провинция)
А́сти (итал. Provincia di Asti, пьем. Provincia d'Ast) — провинция в Италии, в регионе Пьемонт. Площадь — 1 504,5 км², численность населения — 206 265 (по данным 2004 года).
Провинция Асти — часть исторической области Монферрат, издавна известной как один из наиболее важных винодельческих районов Италии. Здесь родина знаменитого игристого вина Асти.

## Коммуны
- Альбуньяно
- Альяно-Терме
- Антиньяно
- Араменго
- Асти
- Аццано-д'Асти
- Бальдикьери-д'Асти
- Бельвельо
- Берцано-ди-Сан-Пьетро
- Бруно
- Буббио
- Буттильера-д'Асти
- Вальо-Серра
- Вальфенера
- Везиме
- Вилла-Сан-Секондо
- Вилланова-д'Асти
- Виллафранка-д'Асти
- Вильяно-д'Асти
- Винкьо
- Вьяле
- Вьяриджи
- Грана
- Граццано-Бадольо
- Дузино-Сан-Микеле
- Изола-д'Асти
- Инчиза-Скапаччино
- Казорцо
- Каламандрана
- Каллиано
- Калоссо
- Камерано-Казаско
- Канелли
- Кантарана
- Каприльо
- Кассинаско
- Кастаньоле-Монферрато
- Кастаньоле-делле-Ланце
- Кастель-Больоне
- Кастель-Роккеро
- Кастелл'Альферо
- Кастеллеро
- Кастеллетто-Молина
- Кастелло-ди-Анноне
- Кастельнуово-Бельбо
- Кастельнуово-Дон-Боско
- Кастельнуово-Кальчеа
- Коаццоло
- Кокконато
- Корсьоне
- Кортандоне
- Кортанце
- Кортаццоне
- Кортильоне
- Коссомбрато
- Костильоле-д'Асти
- Куаранти
- Кунико
- Кьюзано-д'Асти
- Лоаццоло
- Маранцана
- Маретто
- Моаска
- Момбальдоне
- Момбаруццо
- Момберчелли
- Монале
- Монастеро-Бормида
- Монгардино
- Монкальво
- Монкукко-Торинезе
- Монтабоне
- Монтальдо-Скарампи
- Монтафия
- Монтегроссо-д'Асти
- Монтекьяро-д'Асти
- Монтеманьо
- Монтильо-Монферрато
- Морансенго
- Ницца-Монферрато
- Ольмо-Джентиле
- Пассерано-Марморито
- Пенанго
- Пино-д'Асти
- Портакомаро
- Пьеа
- Пьова-Массая
- Ревильяско-д'Асти
- Рефранкоре
- Роатто
- Робелла
- Рокка-д'Араццо
- Роккаверано
- Роккетта-Палафеа
- Роккетта-Танаро
- Сан-Дамьяно-д'Асти
- Сан-Джорджо-Скарампи
- Сан-Мартино-Альфиери
- Сан-Марцано-Оливето
- Сан-Паоло-Сольбрито
- Сероле
- Сессаме
- Сеттиме
- Скурцоленго
- Сольо
- Тильоле
- Тонко
- Тоненго
- Феррере
- Фонтаниле
- Фринко
- Челларенго
- Челле-Эномондо
- Черрето-д'Асти
- Черро-Танаро
- Чессоле
- Чинальо
- Чистерна-д'Асти